# Munshiganj (zila)
Munshiganj is een district (zila) in de divisie Dhaka van Bangladesh. Het district telt ongeveer 1,3 miljoen inwoners en heeft een oppervlakte van 955 km². De hoofdstad is de stad Munshiganj.
Munshiganj is onderverdeeld in 6 upazila/thana (subdistricten), 67 unions, 906 dorpen en 2 gemeenten.